# Splenosi
Per  splenosi in campo medico, si intende una condizione di crescita anomala di tessuto splenico, che invade il peritoneo; qui l'aspetto che mostra è di noduli rossi-blu.

## Eziologia
Viene causato dalla rottura della milza, tale evento si verifica esclusivamente per un trauma, che può essere un incidente d'auto oppure una ferita da arma bianca. Altra causa dell'anomalia è in seguito ad un'operazione di splenectomia. 

## Esami
Per una corretta diagnosi per differenziarlo da altre possibili malattie (come ad esempio carcinomi) si effettuano ecografia epatica e tomografia computerizzata, oltre ad un'accurata anamnesi.